# Leucanthemum
Leucanthemum és un gènere de plantes angiospermes de la família de les asteràcies (Asteraceae). Són plantes natives d'Europa, Sibèria i el Caucas.
Gran part de les espècies es consideren males herbes, però ecològicament aquestes plantes són importants com a aliment de les erugues d'alguns lepidòpters, com les de la papallona Bucculatrix argentisignella (que s'alimenta exclusivament de Leucanthemum vulgare), Bucculatrix leucanthemella, Bucculatrix nigricomella i Hypercompe indecisa.

## Descripció
Són plantes herbàcies rizomatoses perennes, acostumen a produir una tija erecta, que pot ser ramificada, d'entre 40 i 130 cm d'altura, tot i que poden atènyer els 2 metres. Les fulles acostumen a ser basals però algunes espècies tenen fulles caulinars, disposades a la tija, la forma i els marges varien segons les espècies, algunes tenen pecíol i d'altres són sèssils. Les flors s'agrupen en inflorescències en capítols, que poden ser solitaris, en parelles o en grups de tres. Les flors ligulades, les perifèriques, són femenines i tenen lígules blanques de diferents mides i el seu nombre oscil·la entre 13 i 34, tot i que de vegades en poden ser més o mancar completament. Les flors interiors són campanulades, amb cinc lòbuls i de color groc, hermafrodites i en poden ser entre 120 i més de 200. El fruit és una cípsela.

## Taxonomia
Aquest gènere va ser publicat per primer cop l'any 1754 al segon volum de la quarta edició de l'obra The Gardeners Dictionary: containing the methods of cultivating and improving all sorts of trees, plants, and flowers, for the kitchen, fruit, and pleasure gardens, as also those which are used in medicine : with directions for the culture of vineyards, and making of wine in England : in which likewise are included the practical parts of husbandry del botànic Philip Miller (1691-1771). El nom Leucanthemum prové del grec antic λευκός - leukos, "blanc" i ἄνθεμον - anthemon, "flor".

### Espècies
Dins del gènere Leucanthemum es reconeixen les 51 espècies següents:
- Leucanthemum adustum (W.D.J.Koch) Gremli
- Leucanthemum ageratifolium Pau
- Leucanthemum aligulatum Vogt
- Leucanthemum atratum (Jacq.) DC.
- Leucanthemum burnatii Briq. & Cavill.
- Leucanthemum cacuminis Vogt, Konowalik & Oberpr.
- Leucanthemum cantabricum Sennen
- Leucanthemum catalaunicum Vogt
- Leucanthemum chloroticum Kern. & Murb.
- Leucanthemum coronopifolium Vill.
- Leucanthemum corsicum (Sieber ex Less.) DC.
- Leucanthemum crassifolium (Lange) Lange
- Leucanthemum cuneifolium Legrand ex H.J.Coste
- Leucanthemum delarbrei Timb.-Lagr.
- Leucanthemum eliasii (Sennen & Pau) Vogt, Konowalik & Oberpr.
- Leucanthemum esterellense (Briq. & Cavill.) Vogt, Konowalik & Oberpr.
- Leucanthemum favargeri Vogt
- Leucanthemum gallaecicum Rodr.Oubiña & S.Ortiz
- Leucanthemum gaudinii Dalla Torre
- Leucanthemum glaucophyllum (Briq. & Cavill.) Jahand.
- Leucanthemum gracilicaule (Dufour) Pau
- Leucanthemum graminifolium (L.) Lam.
- Leucanthemum halleri (Suter) Polatschek
- Leucanthemum heterophyllum (Willd.) DC.
- Leucanthemum illyricum (Horvatić) Vogt & Greuter
- Leucanthemum ircutianum DC.
- Leucanthemum laciniatum Huter, Porta & Rigo
- Leucanthemum lacustre (Brot.) Samp.
- Leucanthemum legraeanum (Rouy) B.Bock & J.-M.Tison
- Leucanthemum ligusticum Marchetti, R.Bernardello, Melai & Peruzzi
- Leucanthemum lithopolitanicum (E.Mayer) Polatschek
- Leucanthemum maestracense Vogt & F.H.Hellw.
- Leucanthemum maximum (Ramond) DC.
- Leucanthemum meridionale Legrand
- Leucanthemum monspeliense (L.) H.J.Coste
- Leucanthemum montserratianum Vogt
- Leucanthemum pachyphyllum Marchi & Illum.
- Leucanthemum pallens (J.Gay ex Perreym.) DC.
- Leucanthemum platylepis Borbás
- Leucanthemum pluriflorum Pau
- Leucanthemum pseudosylvaticum (Vogt) Vogt & Oberpr.
- Leucanthemum pyrenaicum Vogt, Konowalik & Oberpr.
- Leucanthemum rohlenae (Horvatić) Vogt & Greuter
- Leucanthemum rotundifolium (Waldst. & Kit.) DC.
- Leucanthemum subglaucum De Laramb.
- Leucanthemum sylvaticum (Brot.) Nyman
- Leucanthemum tridactylites (A.Kern. & Huter) Bazzich.
- Leucanthemum valentinum Pau
- Leucanthemum virgatum (Desr.) Clos
- Leucanthemum visianii (Gjurašin) Vogt & Greuter
- Leucanthemum vulgare Lam.

### Híbrids
S'han descrit els següents híbrids naturals:
- Leucanthemum × aramisii Flor.Wagner, Vogt & Oberpr.
- Leucanthemum × athosii Flor.Wagner, Vogt & Oberpr.
- Leucanthemum × corunnense Lago
- Leucanthemum × marchii Konowalik, Vogt & Oberpr.
- Leucanthemum × pawlowskii Piękoś
- Leucanthemum × porthosii Flor.Wagner, Vogt & Oberpr.

## Galeria

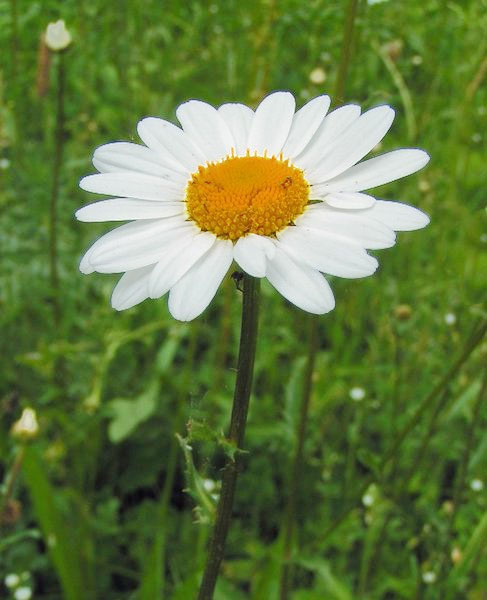
Margaridot (Leucantheum vulgare)
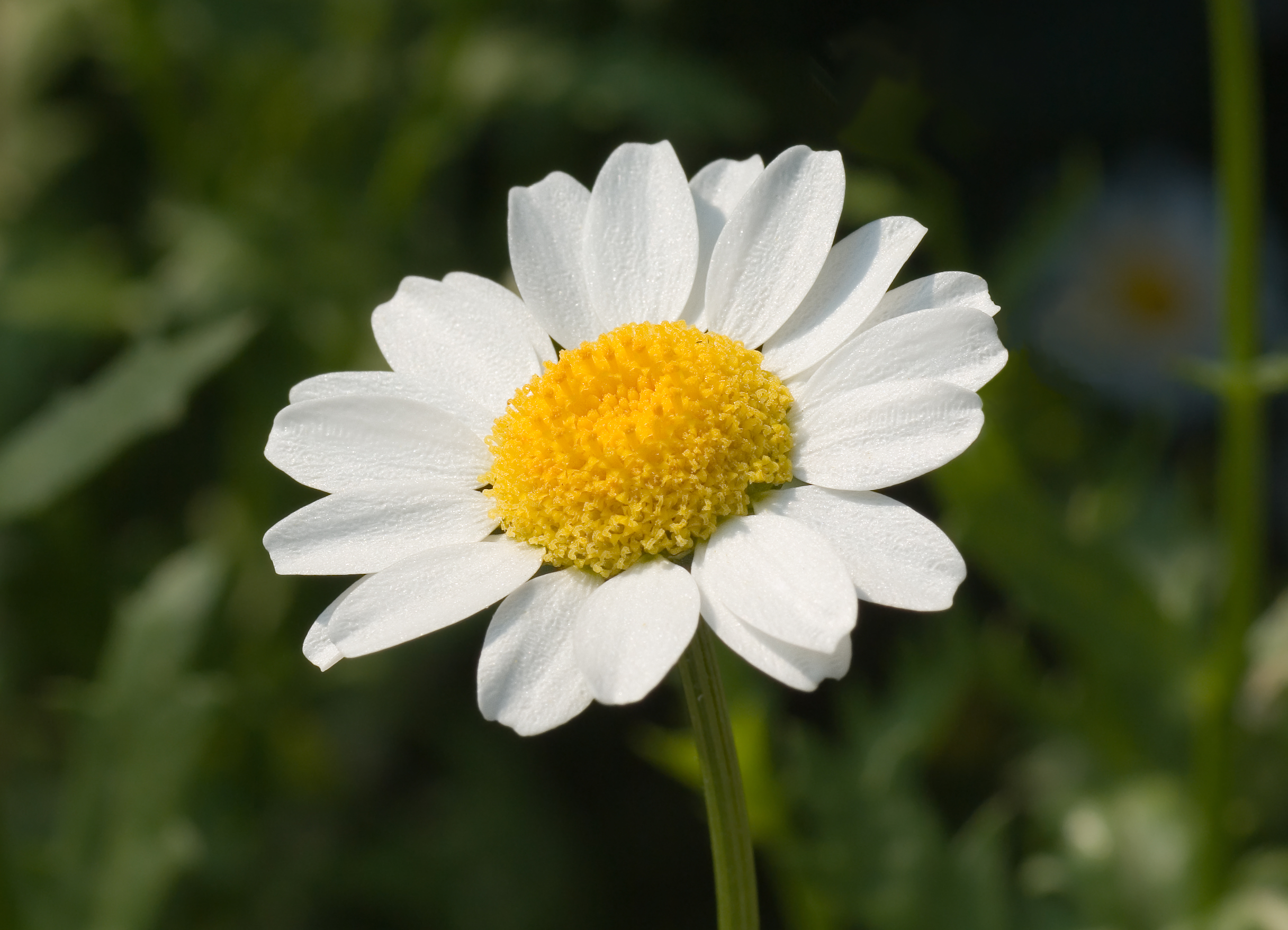
Leucanthemum paludosum
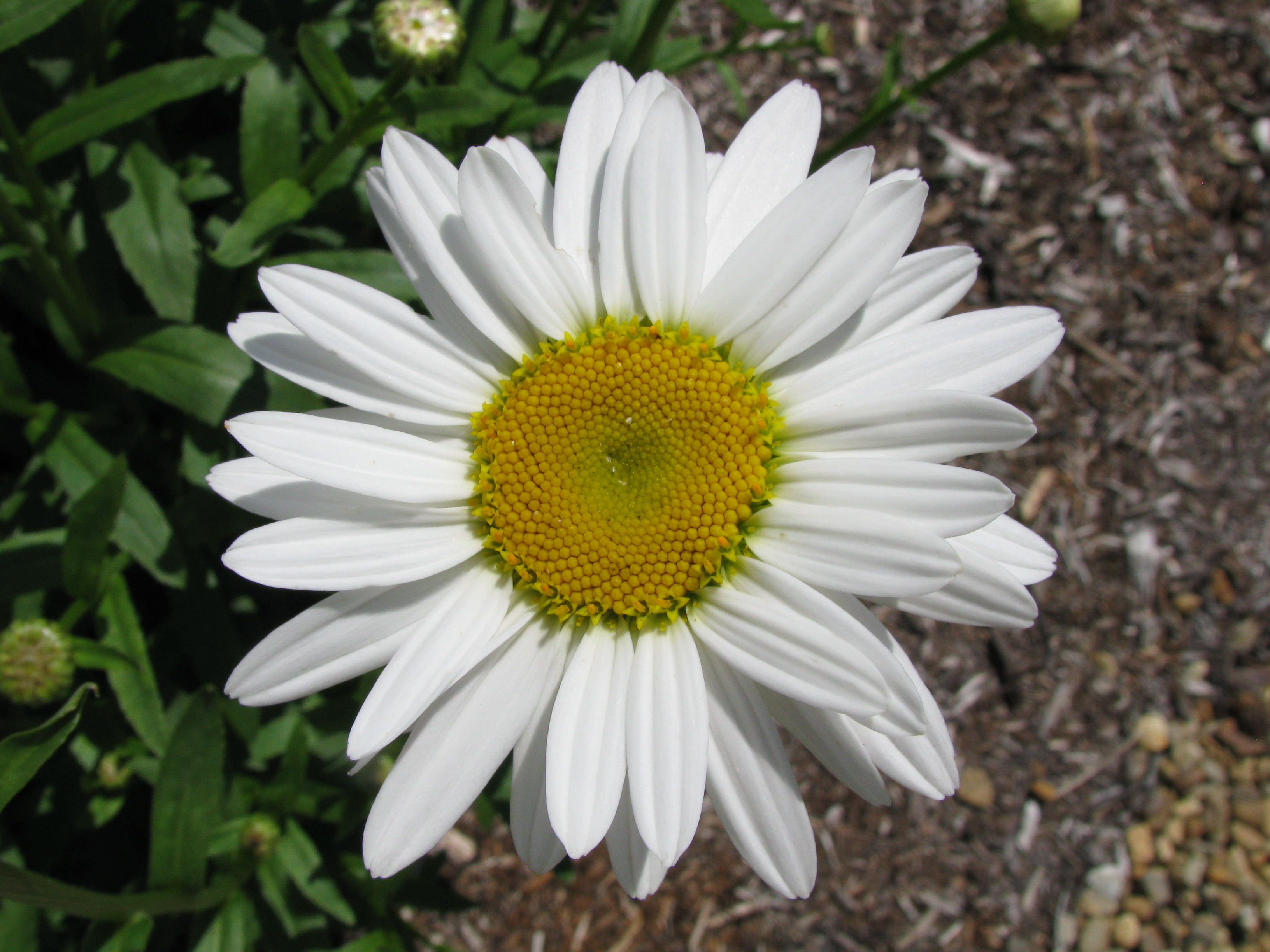
Leucanthemum x superbum 'Becky'
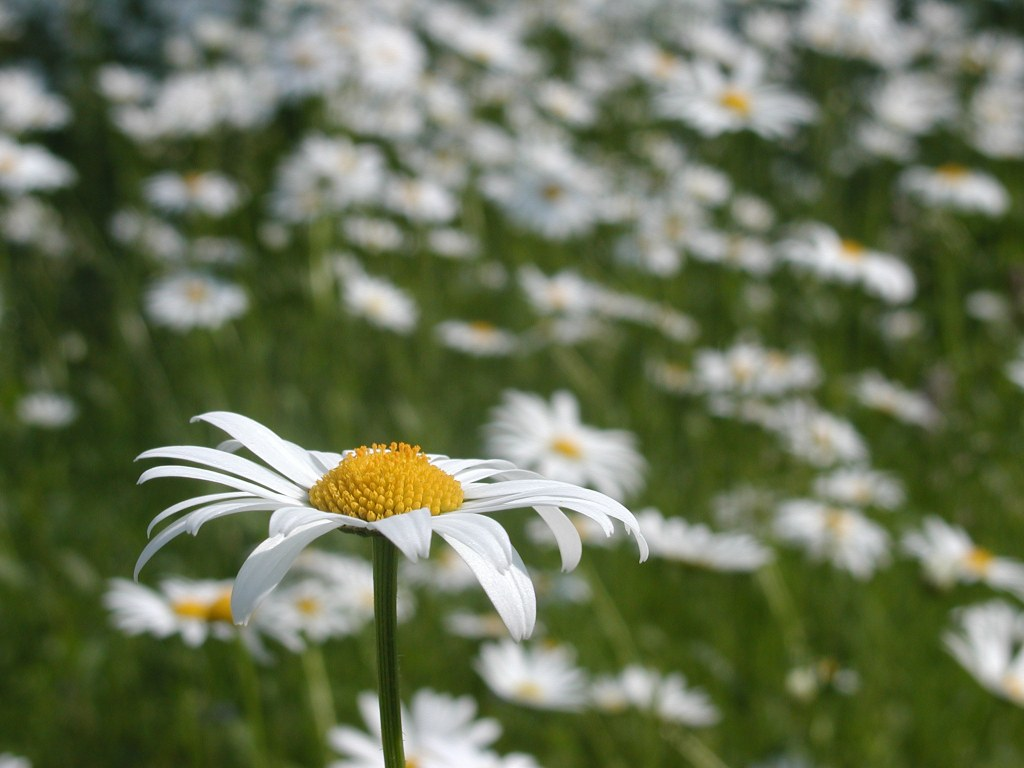
Margarida